# Єва Гейман
Єва Гейман (угор. Éva Heyman, 13 лютого 1931 — 17 жовтня 1944) — єврейська дівчина з Орадя, Румунське королівство, яка вела щоденник у 1944 році під час угорського єврейського Голокосту, в якому вона описує своє життя як єврейської дівчини під нацистською окупацією, включаючи надзвичайне погіршення становища єврейської громади міста і швидке перевезення євреїв міста до таборів смерті. Гейман загинула під час Голокосту, і її щоденник був опублікований під назвою «Щоденник Єви Гейман». У травні 2019 року стартував проект «Сторіз Єви» (англ. Eva.Stories), що візуально зображує виписки з її щоденника в Instagram.

## Біографія
Єва Гейман народилася в Ораді (Надь Варад, угор. Nagyvárad), Румунське королівство, в асимільованій єврейсько-угорській сім'ї. Її батьки розлучилися, коли вона була маленькою дитиною. Її мати, Агнес, знову вийшла заміж за соціалістичного журналіста та політика Белу Жолта і жила з ним, залишивши Єву з дідусем та бабусею, і рідко бачилася з нею.
Румунія була змушена поступитися Угорщині територією Північної Трансільванії (включаючи місто Орадя) після Другого Віденського арбітражу в 1940 році. Сім'я возз'єдналася в Орадінському гетто, але ненадовго — Агнес та її чоловік, Бела, зуміли викупити свою свободу і були врятовані від депортації як частина «поїзда Кастнера», а Єва та її дідусь й бабуся були депортовані в Аушвіц 2 червня 1944 року. Єва зіткнулася зі злодіяннями в Аушвіці, тоді як її двоюрідна сестра, Марсія Кечкемет, померла на її руках. Як описує Агі, «її воля до життя не ослабла навіть тоді». Єва померла в газовій камері 17 жовтня 1944 року. Мати Єви так описує події:
|  | Доброзичлива жінка-лікар намагалася сховати мою дитину, але [Йозеф] Менгеле знайшов її без зусиль. Ноги Єви були покриті болючими ранами. „Поглянь на себе тепер“, — крикнув Менгеле, — „Ти, жаба, твої ноги брудні, смердять гноєм! Лізь у вантажівку!“ Він перевозив свій людський матеріал в крематорій на вантажівках жовтого кольору. Очевидці розповіли мені, що він сам заштовхав її у вантажівку. |

## Вшанування та зображення в культурі
- У 2012 році в університеті Ораді було відкрито науково-дослідний центр історії євреїв, названий на честь Єви Гейман.
- У 2015 році в Ораді було зведено статую на згадку про дітей міста, які були вбиті під час Голокосту, в парку Белччеко, з якого 3 тис. євреїв були вислані поїздами в Аушвіц з 24 травня по 3 червня 1944 року[2][3].
- У 2017 році в Румунії відбулася театральна вистава «Єва Гейман: Анна Франк з Трансільванії», заснована на історії Єви.

### «Сторіз Єви»
У травні 2019 року, серія коротких відеосюжетів під назвою «Сторіз Єви» (англ. Eva.Stories), які ілюструють історію Гейман, була завантажена в Instagram, використовуючи стиль, що є характерним для цієї соціальної мережі. Проект був створений ізраїльським бізнесменом Маті Кохаві і його дочкою Майя, а українська виробнича компанія COLOR film займалася зйомками, які проходили у Львові в квітні 2019. Відеосюжети привернули всесвітній інтерес і були висвітлені в різноманітних світових ЗМІ, а також отримали понад 120 мільйонів переглядів за першу добу, тоді як сам акаунт має 1,5 мільйона підписників станом на 5 травня 2019.